# بيديا ديفي بنداري
بيديا ديفي بنداري سياسية نيبالية من مواليد 19 يونيو 1961 مدينة مان بانجيان، نيبال. في 29 أكتوبر 2015 انتُخبت لتكون ثاني رئيسةٍ لجمهورية النيبال بعد حصولها على 327 صوتًا من أصل 549 وبالتالي تحقيق نصر على منافسها كول باهادور غورونغ. تعتبر بيدهيا أوّل امرأة تشغل منصب رئيس الجمهوريّة في نيبال.

## حياتها المبكرة
ولدت بنداري في 19 يونيو 1961، في ماني بهانجيانغ، بوجبور، لأبيها رام بهادور باندي ووالدتها ميثيلا باندي. بدأت مسيرتها السياسية من اتحاد طلابي يساري. انضمت إلى الحزب الشيوعي النيبالي (الماركسي – اللينيني الموحد) عام 1980.

## الحياة السياسية
كانت بنداري ناشطة في السياسة منذ سن مبكرة. وفقًا للتفاصيل التي قدمها سي بّي إن (يو إم إل)، انضمت بنداري إلى السياسة كناشطة في عصبة سي بّي إن (إم إل) في عام 1978، من بوج بور. لعبت دورًا كمسؤول عن لجنة المنطقة الشرقية في أنفسو (اتحاد جميع الطلاب الوطنيين النيباليين الأحرار) من 1979 إلى 1987. ومع ذلك، بدأت رحلتها السياسية النشطة عندما حصلت على عضوية سي بّي إن (إم إل) في عام 1980. بعد الانتهاء من دراستها على المستوى المدرسي، التحقت بنداري في حرم ماهيندرا مورانج أدارشا المتعدد حيث انتُخبت أمين صندوق اتحاد الطلاب. كما لعبت دورًا محوريًا كرئيسة للجناح النسائي في الاتحاد العام لنقابات العمال النيبالية من عام 1993 قبل انتخابها كعضو للجنة المركزية في سي بّي إن (يو إم إل) في عام 1997.
انتُخبت بنداري لأول مرة للبرلمان في انتخابات فرعية في يناير 1994، بسبب وفاة زوجها، العضو الحالي من كاتماندو 1، حيث هزمت رئيس الوزراء السابق كريشنا براساد بهاتاري. في الانتخابات العامة لعام 1994، انتخبها كاتماندو 2، وتغلبت على رئيس مجلس النواب دامان ناث دونجانا. شغلت منصب وزيرة البيئة والسكان في حكومة ائتلافية بقيادة رئيس الوزراء لوكيندرا بادور تشاند في عام 1997. وأعيد انتخابها من كاتماندو 2 في الانتخابات العامة لعام 1999. ومع ذلك، هُزمت في انتخابات الجمعية التأسيسية لعام 2008، وترشحت لاحقًا بموجب النظام الانتخابي النسبي. شغلت منصب وزيرة الدفاع في حكومة رئيس الوزراء مادهاف كومار نيبال. أعيد انتخابها بموجب النظام الانتخابي النسبي في انتخابات 2013. ظل نفوذها في الحزب مهيمنًا عندما انتُخبت نائبة لرئيس حزب سي بّي إن (يو إم إل) في المؤتمر العام الثامن الذي عقد في بوتوال. تعتبر بنداري، التي أُعيد انتخابها نائبًا للرئيس في المؤتمر العام المقبل للحزب، من المقربين لرئيس الحزب ورئيس الوزراء كي بّي شارما أولي.
بعد إصدار الدستور الجديد في عام 2015، انتُخبت بنداري رئيسًا عن طريق انتخابات غير مباشرة عقدت في البرلمان في 28 أكتوبر 2015. هزمت عضو الكونجرس النيبالي كول بهادور جورونج، وحصلت على 327 صوتًا مقابل 214 صوتًا لغورونج. وبذلك أصبحت ثاني رئيس لنيبال وأول امرأة تتولى رئاسة الدولة. وأعيد انتخابها في 2018، متغلبة على عضو الكونغرس كوماري لاكسمي راي.

## وصلات خارجية
- موقع رئاسة جمهورية نيبال الديمقراطية الاتحادية